# 북창원 나들목
북창원 나들목(N.Changwon IC)은 경상남도 창원시 의창구 북면 외감리에 설치된 남해고속도로의 32번 교차로(나들목)이다. 나들목 진출입로는 의창구 북면 화천리와 접하고 있다. 의창구 북면이나 마금산온천, 주남저수지로 진출할 수 있다. 2001년 11월 8일에 신설되었으며, 마산외곽고속도로 당시에는 유일한 나들목이었다. 계획 당시 가칭은 창원 나들목이었다.

## 연혁
- 1996년 7월 11일 : 창원 나들목이라는 이름의 교통광장으로 창원시 도시계획에 반영[1]
- 1997년 6월 2일 : 2001년 12월까지 창원 나들목 개량 공사로 인해 경상남도 창원시 북면 외감리 1.14km 구간 도로구역 변경[2]
- 2001년 11월 8일 : 마산외곽고속도로 개통과 함께 영업 개시[3]

## 구조물 정보
- 위치: 경상남도 창원시 의창구 북면 외감리
- 영업소: 경상남도 창원시 의창구 북면 천주로 406-80

## 접속하는 도로
- 국도 제79호선 (정렬대로)
- 천주로
- 외감로

## 교통량 정보
| 요금소          | 통행량 (대/일) | 통행량 (대/일) | 통행량 (대/일) | 통행량 (대/일) | 통행량 (대/일) | 통행량 (대/일) | 통행량 (대/일) | 통행량 (대/일) | 통행량 (대/일) | 통행량 (대/일) | 각주  |
| 요금소          | 2001년         | 2002년         | 2003년         | 2004년         | 2005년         | 2006년         | 2007년         | 2008년         | 2009년         | 2010년         | 각주  |
| --------------- | -------------- | -------------- | -------------- | -------------- | -------------- | -------------- | -------------- | -------------- | -------------- | -------------- | ----- |
| 북창원 (폐쇄식) | 2,254          | 2,577          | 3,966          | 4,262          | 4,437          | 4,266          | 4,159          | 3,916          | 3,832          | 3,830          | [ 4 ] |
| 요금소          | 2011년         | 2012년         | 2013년         | 2014년         | 2015년         | 2016년         | 2017년         | 2018년         | 2019년         |                | [ 4 ] |
| 북창원 (폐쇄식) | 3,662          | 3,451          | 3,690          | 3,882          | 4,244          | 4,252          | 4,398          | 4,653          | 4,922          |                | [ 4 ] |